# Jairo Bochi
Jairo da Silva Bochi (12 de junho de 1975) é um matemático brasileiro, professor de matemática da Universidade Estadual da Pensilvânia (Penn State) desde 2021.
Graduado em matemática em 1996 pela Universidade Federal do Rio Grande do Sul (UFRGS), onde obteve um mestrado em 1997, com doutorado em 2001 pelo Instituto de Matemática Pura e Aplicada (IMPA), com a tese Lyapunov Exponents of Conservative Systems, orientado por Marcelo Viana.
Foi palestrante convidado do Congresso Internacional de Matemáticos no Rio de Janeiro (2018: Ergodic optimization of Birkhoff averages and Lyapunov exponents).